# Романијски партизански одред
Романијски НОП одред био је јединица у саставу НОВЈ од 5. октобра 1941. до 28. децембра 1942. и од августа 1943. до 20. маја 1944. када је ушао у састав 20. источнобосанске (романијске) ударне бригаде.

## Позадина

### Романијска партизанска чета
Романија као значајно устаничко жариште обухвата Романијски ратни округ (углавном данашње општине Пале, Соколац, Рогатица и делове општина Олово, Хан-Пијесак и Вишеград).
Припреме устанка у романијском крају вршене су под руководством Покрајинског комитета КПЈ за БиХ. Одмах после састанка ПК КПЈ од 13. јула 1941. формиран је Војни штаб за романијску област. Штаб је са првом групом комуниста из Сарајева на Романију изашао 17. јула, а с њим и штаб 3. (романијске) чете сарајевске области. На Романији, Гласинцу, у Рогатици и у селима око ње, радила је организација КПЈ са 24 члана КПЈ и неколико актива (група) СКОЈ.
Штаб Романијске чете формиран је на саветовању чланова КПЈ 21. јула 1941. код села Боровца, а чета са укупно 47 бораца на збору 28. и 29. јула на Чавчем пољу на Романији.
Прве акције су извршене 31. јула (заузета жандармеријска станица Жљебови, демолирана општина у Соколовићима, и на више места покидане телефонске линије).

### Романијски батаљон
Чета је 18. августа реорганизована у Романијски партизански батаљон (Мокрањска, Романијска, Гласиначка, Копитска и Прачанска чета са преко 250 бораца), који је већ сутрадан имао први окршај са немачким јединицама. Био је то један од првих сукоба са Немцима у Босни и Херцеговини. Романијска и Мокрањска чета разбиле су потерни одред немачке 718. пешадијске дивизије. Изоловањем непријатељских посада на Романији и Гласинцу, омогућено је њихово појединачно уништење, па је до краја месеца створена слободна територија са центром у Соколцу. Идућих месеци она се постепено ширила. Ослобођени су Соколац, Рогатица, Хан-Пијесак, Прача и Кнежина, и онемогућен саобраћај железничком пругом Сарајево-Вишеград и друмовима који преко и поред Романије воде у долину Дрине (за Горажде, Вишеград и Зворник).
Захваљујући чињеници да је КПЈ у рогатичким муслиманским селима (Шаторовићи, Осова) пре рата створила неколико упоришта, у првим устаничким данима формирају се на Романији и прве муслиманске партизанске јединице (Муслиманска чета и муслимански-Меднички батаљон). Шире учешће муслиманског становништва у устанку на Романији било је од великог значаја за остварење идеје братства и јединства народа Босне и Херцеговине.

## Формирање
Романијски НОП одред формиран је 5. октобра 1941. од дотадашњег самосталног Романијског партизанског батаљона, који је уочи формирања Одреда имао 10 чета и 3 самостална вода са укупно 1.230 бораца. На дан формирања, Одред је организован у Романијски, Мокрањски и Рогатички батаљон. Пошто је Војни штаб Сарајевске области (под чијом је командом био) ускоро расформиран, Одред се до 2. фебруара 1942. налазио под непосредном командом Главног штаба НОП одреда за Босну и Херцеговину, а од тада до маја под командом Оперативног штаба за источну Босну. Територија Романијског НОП одреда простирала се између железничке пруге Сарајево-Вишеград на југу, Дрине на истоку, гребена планине Деветака на северу и линије Сарајево-планина Озрен-Олово на западу.

## Ратни пут Одреда

### Слободна територија
Одред је после десетодневних борби до 23. октобра ослободио готово сву своју територију, што је омогућило још масовнији прилив нових бораца. Тако је до средине новембра у саставу Одреда формирано још 6 батаљона: Гласиначки, Муслимански (Меднички), Прачански, Соколовићки, Сјемећки и Кнежински, па је укупно бројно стање порасло на око 3.000 бораца.
Јачање јединица Одреда и чврста веза са суседним НОП одредима (Бирчански, Калиновички и Звијезда) омогућили су му да упоредо са ослобођењем Рогатице у борбама од 22. до 28. октобра спречи продор домобранске 5. дивизије на ослобођену територију, а потом у новембру и децембру да непосредно угрожава јаке непријатељеве гарнизоне Сарајево, Вишеград, Пале и Вареш.
На Романији су, на основу Упутства Обласног војног штаба од 4. новембра 1941. образовани први сеоски НОО као органи НОП, а сачињавали су их повереници засеока. Упутством је било предвиђено и формирање заштите села. Већ 13. септембра приступило се формирању и општинских НО одбора (Соколац), а ускоро и среског (Рогатица). У новембру срески НОО Рогатица обједињавао је 8 општинских (Соколац, Хан-Пијесак, Прача, Тетима-околина Рогатице, Борике, Бозовац, Дуб и Градски НО одбор за Рогатицу) и преко 50 сеоских НОО. При општинском НОО Соколац и среском НОО постојале су комисије за разне секторе рада, образован суд, радио већи број занатских радионица, а бновљен је и рад електричне централе, млинова, пилана и трговина. У то време биле су образоване и команде места као војнопозадински органи (Соколац, Рогатица, Прача, Хан-Пијесак, Кнежина, Каљина и Ракова Нога).

### Прелазак у четнике
Јачање четника после прве непријатељске офанзиве у Србији, ослабило је Одред и угрозило његово јединство. Иако је формиран и десети батаљон у његовом саставу, Одред се у децембру 1941. почео осипати, а више батаљона прешло је у четнике.
Долазак Врховног штаба НОПО Југославије са 1. пролетерском бригадом на Романију крајем децембра 1941. зауставио је тај процес, али су убрзо друга непријатељска офанзива од 15. до 25. јануара 1942. и прелазак четника на страну окупатора, изазвали масовно осипање Одреда. Одред се, после офанзиве, постепено сређује и, у садејству са два батаљона Дурмиторског НОП одреда, напада у фебруару 1942. и уништава усташке и домобранске посаде дуж комуникација Соколац-Рогатица, што је довело до поновне блокаде гарнизона у Рогатици. Четници су Одреду, међутим, нанели још један удар, пошто су у селу Шићима побили рањенике у болници Романијског НОП одреда, а 27. фебруара заробили су у селу Закомо штаб Одреда са заштитницом (који је почетком марта код Старог Брода на Дрини ослобођен).

### Успон и пад
У марту 1942. после успеха јединица НОП и ДВЈ у источној Босни, поред 3 партизанска батаљона у Романијском одреду су формирана и 4 добровољачка батаљона. Пошто је 12. марта 1942. дао око 180 бораца за формирање 1. пролетерског ударног источнобосанског батаљона, од Гласиначког батаљона и изабраних бораца формиран је 25. марта 1942. Романијски ударни батаљон, у којем је формирана и омладинска чета.
У трећој непријатељској офанзиви, од 22. априла до 12. маја 1942, сва 4 добровољачка батаљона поново су прешла четницима, а распале су се и неке партизанске јединице, у којима су извршени четнички пучеви. Изгубљен је и већи део слободне територије. Остатак Одреда, углавном Ударни и Муслимански батаљон, потиснут је у рејон Фоче и Зеленгоре. Одред се, од 18. до 25. маја са око 400 бораца и 100 избеглица са Зеленгоре, преко Јахорине, вратио на Романију, али је због претрпљених губитака у току пробоја толико ослабљен да се после доласка на Гласинац морао поделити у мање групе које су се упркос веома тешким условима, заједно са Окружним комитетом КПЈ одржале до 28. децембра 1942. када је од њих формиран Гласиначки партизански батаљон, који се јануара 1943. прикључио 6. источнобосанској бригади.

### Друго формирање
Романијски НОП одред обновљен је у првој половини августа 1943, са 70-80 бораца. Два месеца касније, 10. октобра 1943, Романијски одред, који је до тада био у саставу 17. ударне дивизије НОВЈ, придодат је новоформираној 27. источнобосанској дивизији НОВЈ. У октобру је Одред учествовао у борбама Дивизије на својој територији: учествовао је у уништењу четничке Азбуковачке бригаде у селу Сијерцима (21. октобра), ослобођењу Рогатице (22. октобра), Соколца (30/31. октобра), Олова (14/15. новембра) па је до 20. новембра 1943. његово бројно стање нарасло на 500 бораца.
У децембру 1943. Одред је захваћен немачком операцијом Кугелблиц (од 3. до 15. децембра 1943), а потом Шнештурм (од 18. до 25. децембра 1943. када 17/18. децембра ослобађа Брезу. У јануару 1944. Одред учествује у неуспелом нападу 3. ударног корпуса НОВЈ на Тузлу, после чега се враћа на своју територију, где 13/14. фебруара учествује у неуспелом нападу на Рогатицу.
Од 4. марта до 10. маја 1944. Одред се налази у саставу 17. ударне дивизије НОВЈ, али, углавном, самостално изводи мање акције против четника и усташа на својој територији, и прихвата тешке рањенике и тифусаре из Дивизијске болнице, а потом, и тифусом и глађу изнурену 3. бригаду италијанске партизанске дивизије Гарибалди.
После повратка 27. дивизије НОВЈ из југоисточне Босне, пошто је претходно примио у свој састав остатке Јахоринског НОП одреда, Романијски одред се средином маја 1944. пребацио са Дивизијом у Бирач, где је од њега и 1. батаљона 15. мајевичке бригаде 20. маја 1944. формирана 20. источнобосанска (романијска) бригада.

## Последице
У НОР, подручје Романије дало је преко 3.000 бораца НОВ и ПОЈ, од којих је 1.150 погинуло, а 17 проглашено народним херојима. Преко 6.000 људи, жена и деце пали су као жртве фашистичког терора.